# Rhinorhipus tamborinensis
Rhinorhipus tamborinensis is een keversoort uit de familie Rhinorhipidae. De wetenschappelijke naam van de soort is voor het eerst geldig gepubliceerd in 1987 door Lawrence.